# Пливање на Летњим олимпијским играма 2024 — 4×200 м слободно за жене
Трке штафета на 4×200 метара слободним стилом за жене на Летњим олимпијским играма 2024. одржале су се 1. августа (квалификације и финале) на базену Дефанс арене у Паризу. Ова трка је тако по 8. пут била део званичног олимпијског програма од њеног званичног дебија на ЛОИ 1996. године. 
За трке у овој дисциплини било је пријављено 16 штафета из исто толико земаља, за које су пливале укупно 73 такмичарке.
Златну медаљу освојила је штафета Аустралије, за коју су у финалу пливале Моли Окалахан, Лани Палистер, Брајана Тросел и Ариарне Титмус. Аустралијанке су у финалу испливале и време новог олимпијског рекорда, који сада износи 7:38.08 минута. Сребро је припало штафети Сједињених Држава, док су бронзу освојиле Кинескиње. 

## Освајачи медаља
| | Резултат   | | Резултат | | Резултат |
| |            | |          | |          |
| АустралијаМоли Окалахан (1:53.52) · Лани Палистер (1:55.61) · Брајана Тросел (1:56.00) · Ариарне Титмус (1:52.95) · Џејми Перкинс · Шејна Џек | 7:38.08 ОР | Сједињене Америчке ДржавеКлер Вејнстајн (1:54.88) · Пејџ Маден (1:55.63) · Кејти Ледеки (1:54.93) · Ерин Џемел (1:55.40) · Ана Пепловски · Симон Мануел · Алекс Шакел | 7:40.86  | КинаЈанг Ђуенсјуен (1:54.52) · Ли Бингђе (1:55.05) · Ге Чутунг (1:57.45) · Љу Јасин (1:55.32) · Танг Мухан · Кунг Јаћи | 7:42.34  |

## Званични рекорди
Пре почетка такмичења, званични рекорди у овој дисциплини су били следећи:
|                      | Име        | Резултат | Место           | Датум         |
| -------------------- | ---------- | -------- | --------------- | ------------- |
| Светски рекорд СР    | Аустралија | 7:37.50  | Фукуока (Јапан) | 27. јул 2023. |
| Олимпијски рекорд ОР | Кина       | 7:40.33  | Токио (Јапан)   | 30. јул 2021. |

Током трајања такмичења постављен је следећи рекорд:
|                      | Име        | Резултат | Трка   | Датум           |
| -------------------- | ---------- | -------- | ------ | --------------- |
| Олимпијски рекорд ОР | Аустралија | 7:38.08  | финале | 1. август 2024. |

## Квалификационе норме
Код штафетних трка директан пласман на Игре у Паризу оствариле су по три првопласиране штафете са Светског првенства 2023. у Фукуоки, док је преосталих 13 учесника одређено на основу комбиноване ранг-листе базиране на резултатима постигнутим током 2023. и 2024. године.

## Резултати квалификација
Квалификационе трке у дисциплини 4×200 метара слободно за жене су пливане 1. августа у јутарњем делу програма, са почетком од 12.05 часова по локалном времену (UTC+2). Пливало се у две квалификационе групе, а пласман у финале је остварило 8 штафета са најбољим резултатима.
| Пласман | Трка | Стаза | НОК | Резултат | Нап |
| ------- | ---- | ----- | --- | -------- | --- |
| 1.      | 2    | 4     | Аустралија · Лани Палистер (1:55.74) · Џеми Перкинс (1:56.78) · Брајана Тросел (1:55.82) · Шејна Џек (1:57.29)                       | 7:45.63  | КВ  |
| 2.      | 2    | 2     | Мађарска · Николет Падар (1:57.82) · Лила Мина Абрахам (1:57.48) · Ајна Кешељ (1:58.97) · Пана Уграј (1:57.98)                       | 7:52.25  | КВ  |
| 3.      | 2    | 5     | Кина · Танг Мухан (1:59.31) · Кунг Јаћи (1:59.33) · Ге Чутунг (1:57.88) · Љу Јасин (1:55.84)                                         | 7:52.36  | КВ  |
| 4.      | 1    | 4     | Сједињене Америчке Државе · Ана Пепловски (1:57.98) · Ерин Џемел (1:56.77) · Симон Мануел (1:58.50) · Алекс Шакел (1:59.47)          | 7:52.72  | КВ  |
| 5.      | 1    | 3     | Бразил · Марија Фернанда Коста (1:56.89) · Стефани Балдусини (1:57.93) · Марија Паула Хејтман (1:59.43) · Габриеле Ронкато (1:58.56) | 7:52.81  | КВ  |
| 6.      | 2    | 3     | Канада · Ема Окронин (2:00.27) · Ела Јансен (1:58.25) · Жули Брусо (1:57.93) · Мери Софи Харви (1:56.58)                             | 7:53.03  | КВ  |
| 7.      | 1    | 5     | Уједињено Краљевство · Фреја Андерсон (1:57.31) · Еби Вуд (1:57.15) · Луси Хоуп (1:59.29) · Меди Херис (1:59.74)                     | 7:53.49  | КВ  |
| 8.      | 1    | 6     | Нови Зеланд · Ерика Ферведер (1:56.04) · Ив Томас (1:59.29) · Кејтлин Динс (1:59.11) · Летиша Ли Тренсом (1:59.93)                   | 7:54.37  | КВ  |
| 9.      | 2    | 1     | Италија · Софија Морини (1:58.26) · Ђулија Д'Иноћенцо (1:58.43) · Матилде Бјађоти (1:59.23) · Ђулија Раматели (1:59.37)              | 7:55.29  |     |
| 10.     | 1    | 1     | Немачка · Изабел Гозе (1:58.63) · Никол Мајер (1:58.76) · Јулија Мрозински (1:59.64) · Неле Шулце (1:58.54)                          | 7:55.57  |     |
| 11.     | 2    | 7     | Израел · Анастасија Горбенко (1:58.30) · Дарија Головати (1:58.02) · Ајла Спиц (2:01.02) · Леа Полонски (1:58.65)                    | 7:55.99  |     |
| 12.     | 2    | 6     | Холандија · Јана ван Котен (1:59.86) · Имани де Јонг (2:00.74) · Силке Холкенборг (2:00.19) · Марит Стенберген (1:56.79)             | 7:57.58  |     |
| 13.     | 1    | 2     | Јапан · Нагиса Икемото (1:58.68) · Вака Кобори (1:58.53) · Хироко Макино (2:00.68) · Рјо Ширај (2:01.21)                             | 7:59.10  |     |
| 14.     | 1    | 7     | Француска · Лусил Тесариол (2:00.01) · Асја Туати (2:00.11) · Марина Жел (1:59.61) · Анастасија Кирпичњикова (2:00.25)               | 7:59.98  |     |
| 15.     | 2    | 8     | Шпанија · Марија Даза (2:01.42) · Алба Ереро (1:59.43) · Паула Хусте (1:59.54) · Ајноа Кампабадал (1:59.84)                          | 8:00.23  |     |
| 16.     | 1    | 8     | Турска · Гизем Гувенч (1:59.72) · Ела Наз Оздемир (2:00.99) · Еџем Донмез (2:01.55) · Зехра Билгин (2:02.92)                         | 8:05.18  |     |

## Резултати финала
Финална трка је пливана 1. августа у вечерњем делу програма, са почетком од 22.03 часова по локалном времену.
| Пласман | Стаза | НОК | Пливачице | Резултат | Нап. |
| ------- | ----- | --- | --------- | -------- | ---- |
|         | 4     | Аустралија · Моли Окалахан (1:53.52) · Лани Палистер (1:55.61) · Брајана Тросел (1:56.00) · Ариарн Титмус (1:52.95)                      | 7:38.08   | ОР       |      |
| 2       | 6     | Сједињене Америчке Државе · Клер Вејнстајн (1:54.88) · Пејџ Маден (1:55.65) · Кејти Ледеки (1:54.93) · Ерин Џемел (1:55.40)              | 7:40.86   |          |      |
| 3       | 3     | Кина · Јанг Ђуенсјуен (1:54.52) · Ли Бингђе (1:55.05) · Ге Чутунг (1:57.45) · Љу Јасин (1:55.32)                                         | 7:42.34   |          |      |
| 4.      | 7     | Канада · Мери Софи Харви (1:56.33) · Ела Јансен (1:57.50) · Самер Макинтош (1:53.97) · Жули Брусо (1:58.25)                              | 7:46:05   |          |      |
| 5.      | 1     | Уједињено Краљевство · Фреја Колберт (1:55.95) · Аби Вуд (1:56.57) · Фреја Андерсон (1:56.15) · Луси Хоуп (1:59.56)                      | 7:48.23   |          |      |
| 6.      | 5     | Мађарска · Николет Падар (1:56.14) · Лила Мина Абрахам (1:57.23) · Ајна Кешељ (1:59.45) · Пана Уграј (1:57.70)                           | 7:50.52   |          |      |
| 7.      | 2     | Бразил · Марија Фернанда Коста (1:56.06 KР ) · Стефани Балдусини (1:57.32) · Марија Паула Хејтман (2:00.54) · Габриеле Ронкато (1:58.98) | 7:52.90   |          |      |
| 8.      | 8     | Нови Зеланд · Ерика Ферведер (1:56.82) · Ив Томас (1:59.48) · Кејтлин Динс (1:59.79) · Летиша Ли Тренсом (1:59.80)                       | 7:55.89   |          |      |